# قلع النحل
 قَلَعْ النَحَلْ  مدينة تقع جنوب غرب ولاية القضارف بالسودان على ارتفاع 603 متر (1981 قدم) فوق سطح البحر وعلى بعد 65 كيلومتر (40.4 ميل ) من مدينة القضارف حاضرة الولاية و 336 كيلو متر ( 208 ميل) جنوب شرق الخرطوم عاصمة السودان. تتميز قلع النحل بموقعها في منطقة الإنتاج البستاني بالقضارف والزراعة المروية في مشروع الرهد الزراعي وقربها من حظيرة الدندر بحيث تعتبر سوقاً رئيسية للمحاصيل الزراعية والبستانية والإنتاج الغابي والحيواني والمعادن بالمنطقة، فضلاً عن وقوعها في شبكات خطوط النقل البري والسكة الحديدية التي تربط شرق السودان بالعاصمة الخرطوم عبر مدينتي سنار وواد مدني الأمر الذي يجعل منها محطة وصل رئيسية.

## سبب التسمية
عُرفت قلع النحل بهذا الاسم لكثرة النحل وخلاياه في الجبال والتلال المحيطة بها والتي هي أشبه بالقلاع.

## التاريخ
قلع النحل من المدن القديمة بالسودان وقد دلت الآثار المكتشفة من مقابر قديمة وقطع فخار وغيرها من أشياء أثرية والتي تم العثور عليها تحت سفح جبل أبو شطة الواقع بالقرب من المدينة على أن المنطقة كانت مأهولة بالسكان على الأقل في القرون الوسطى في حقبة السلطنة الزرقاء، أما قلع النحل الحديثة فقد ظهرت في عام 1904 م، إبان عهد الحكم الثنائي الإنجليزي المصري ومؤسسها هو موسى يعقوب الأنصاري زعيم قبيلة الصليحاب التي استوطنت المنطقة آنذاك.

## الموقع والمساحة
تقع قلع النحل جنوب غرب ولاية القضارف ويحدها من الناحية الشمالية محلية وسط القضارف ومن الجنوب محلية الرهد ومن الشرق محلية القلابات الغربية ومن الناحية الغربية محلية المفازة. وتبلغ مساحة محلية قلع النحل 4000 كيلو متر مربع.
المسافة بين قلع النحل وبعض المناطق القريبة منها:
| اسم المدينة/القرية | المسافة بالكيلومتر | المسافة بالميل |
| ------------------ | ------------------ | -------------- |
| الفاو              | 73                 | 56             |
| سنجة               | 78                 | 16             |
| ود الحليو          | 133                | 82             |
| أم حجر إرتريا      | 197                | 123            |
| غوندار إثيوبيا     | 291                | 180            |
| أم سقطة            | 37                 | 22             |
| الصراف             | 55                 | 34             |
| أم بروش            | 40                 | 24             |
| العزازة            | 207                | 128            |
| وقر                | 38                 | 23             |
| الحواتة            | 75                 | 46             |
| دوكة               | 126                | 78             |
| المفازة            | 41                 | 26             |
| بورتسودان          | 715                | 444            |
| حظيرة الدندر       | 124                | 62             |
| سنار               | 144                | 90             |

## السكان
يبلغ عدد سكان المحلية حوالي 66.122 نسمة، وينتمون إلى مختلف القبائل و الأثنيات السودانية ومن بينهم البرقو الصليحاب وتعتبر حاضرة القبيلة حيث تقع نظارة قبيلة البرقو الصليحاب بقلع النحل وغيرهم من قبائل السودان المختلفة مثل المساليت والفلاتة والتاما والداجو.
| السنة | عدد السكان بالألف نسمة |
| ----- | ---------------------- |
| 2008  | 66.120                 |
| 2014  | 83.350                 |
| 2018  | 108.211                |

```
[
4
]
```

## الإدارة
قلع النحل هي عاصمة لمحلية تحمل إسمها وتتكون من وحدتين إدارتين هما:
1. وحدة قلع النحل الإدارية
2. وحدة بان الإدارية

ويبلغ عدد أحيائها السكنية عشرة أحياء.

## الأحياء السكنية
- حي المجلس
- حي السوق
- حي وسط
- حي أبو رنجه
- حي الثورة
- حي المطار

## النشاط الاقتصادي
يتركز النشاط الاقتصادي للمدينة على الزراعة التقليدية والتجارة والرعي وتربية الحيوان والتعدين

### المحاصيل الزراعية
- الذرة الرفيعة
- السمسم

### الثروة المعدنية
تحتوي جبال وتلال قلع النحل على عدد من المعادن كالذهب والحديد والرخام والأسبستس والكروم، و التالك ، و المايكا، وهناك اكتشافات حديثة للغاز الطبيعي.

### الثروة الحيوانية
وتشمل الماشية والإبل

## المعالم السياحية
- أثار مقابر الغنج القديمة التي تعود إلى فترة ما قبل السلطنة الزرقاء والواقعة بالقرب من جبل أبو شطة
- غار جبل أبو زان.

## الرعاية الصحية
يوجد بالمدينة مسنشفى واحد هو مستشفى قلع النحل الريفي إلى جانب مستشفيين آخرين في مناطق أخرى بالمحلية وعدد من المراكز الصحية والصيدليات.

## النقل والاتصالات
تقع قلع النحل في شبكة الطرق القادمة من الشرق والمتجه نحو الخرطوم عبر سنار وود مدني كما يمر عبرها
خط السكة الحديدية الشرقي القادم من بورتسودان ماراً بمدينتي كسلا والقضارف والمتجه نحو سنار ومنها إلى واد مدني ومنها إلى الخرطوم.

لا يوجد مطار في قلع النحل وأقرب مطار إليها هو مطار العزازة القضارف والواقع على بعد 35 كيلومتر ورمزه في منظمة أياتا HSGF ، وفي منظمة إيكاو GSU ومطار الدندر الواقع على بعد 174 كيلو متر ورمزه في أياتا HSGG ، وفي منظمة إيكاو DNX

## المناخ
يصنف مناخ قلع النحل بأنه شبه استوائي ( خطوط العرض المنخفضة الجافة) ويدخل ضمن نطاق مناخ السافانا الجافة حيث يبلغ متوسط درجات الحرارة 40 درجة مئوية في الصيف ( في الفترة من مارس / آذار وحتى أكتوبر / تشرين الأول ) و25 درجة مئوية في الموسم الدافيء (نوفمبر / تشرين الثاني - فبراير / شباط) ويعتبر شهر يناير / كانون الثاني أقل الشهور حرارة حيث تنخفض درجة الحرارة إلى 16 درجة مئوية، بينما يعتبر شهر ديسمبر / كانون الأول الأكثر جفافاً وأكثر الشهور المشمسة، في حين يعتبر شهر أغسطس / آب أكثرها غزارة في الأمطار. ويبدأ موسم الأمطار في الفترة من يوليو / تموز وحتى نوفمبر / تشرين الثاني ، ويتراوح متوسط هطول الأمطار ما بين 150 و400 مليمتر في السنة .

## التربة
التربة في منطقة قلع النحل تربة طينية سوداء متشققة في السهول، ورمادية مائلة إلى اللون البني في المناطق المرتفعة تعلوها طبقة صلبة وغالباً ما تكون مخلوطة بالحصي وصخور التلال تعرف محلياً بالعزازة.

## النباتات
وتغطي الأرض نباتات متنوعة معظمها من الحشائش والشجيرات واشجار كالسنط واللَّعُوتْ والكِتِرْ.